# Niklaus Schurtenberger
Niklaus Schurtenberger (né le 7 février 1968 à Berne) est un cavalier suisse de saut d’obstacles. Il a remporté la médaille de bronze de saut d’obstacles par équipe aux Jeux olympiques d'été de 2008 à la suite de la disqualification du Norvégien Tony André Hansen.

## Biographie
Niklaus Schurtenberger naît le 7 février 1968 à Berne. Il grandit sur l'exploitation agricole de son père, située dans le  quartier d'Oberbottigen (de) de la même ville.
Après un apprentissage d'agriculteur et son école de recrues comme soldat du train, il suit une formation d'écuyer au dépôt fédéral des chevaux de l'armée (de) à Berne. 
Il se cherche quelques années (il passe notamment par les écuries de Willi Melliger et des exploitations en Allemagne), puis décide de consacrer de manière professionnelle au saut d'obstacles alors qu'il n'était jusque-là qu'un cavalier amateur.
Il fonde à l'âge de 22 ans sa propre école d'équitation à Berthoud, dans le canton de Berne.
Il est marié et père d'un enfant issu d'une ancienne relation.

## Parcours sportif
10e en individuel aux Jeux équestres mondiaux de 2006 avec Cantus, il fait aussi partie de l'équipe suisse médaillée de bronze aux Jeux olympiques d'été de 2008, mais réalise sa saison suivante en demi-teinte. Il échoue à l'épreuve de la chasse aux Jeux équestres mondiaux de 2010, en se classant 73e.
Il réalise une bonne saison en 2020, et fait son retour au plus haut niveau parmi l'équipe suisse de saut d'obstacles grâce au renouvellement de ses chevaux. Il obtient en décembre 2020 le hongre Silver Shine, issu des écuries de son compatriote suisse Martin Fuchs.

### Jeux olympiques d'été de 2024
Le sélectionneur de l'équipe suisse de saut d'obstacles pour les Jeux olympiques d'été de 2024, Michel Sorg, témoigne de ce qu'il compte sur Schurtenberger pour obtenir la qualification de l'équipe suisse à ces JO. Le pays obtient finalement sa qualification pour ces Jeux, Schurtenberger figurant sur la liste des cadres élite et relève de saut 2024,.

### Palmarès
Il termine 10e en individuel, soit le meilleur score parmi l'équipe suisse, aux Jeux équestres mondiaux de 2006.
Il remporte la médaille de bronze de saut d’obstacles par équipe aux Jeux olympiques d'été de 2008 à la suite de la disqualification du Norvégien Tony André Hansen pour dopage,,.
- octobre 2022 : 2e de l'étape de Tétouan au 11e Morocco Royal Tour avec Quincassi[14]